# Sam Ferris
Samuel Ferris, detto Sam (Dromore, 29 agosto 1900 – Torquay, 21 marzo 1980), è stato un maratoneta britannico.

## Palmarès
- Giochi olimpici

Los Angeles 1932: argento nella maratona.
- Giochi dell'Impero Britannico

Hamilton 1930: argento nella maratona.

## Altre competizioni internazionali
1926
- Oro alla Maratona di Torino ( Torino) - 2h52'12"